# República Popular do Benim
A República Popular do Benim (em francês:  République populaire du Bénin) foi um estado socialista, localizado no Golfo da Guiné no continente africano, que se tornaria o atual Benin. A República Popular foi criada em 30 de novembro de 1975.
Em 1972, um grupo de oficiais subalternos tomou o poder e instituiu um regime de esquerda, liderado pelo major Mathieu Kérékou, que governaria até 1990. Kérékou nacionalizou companhias estrangeiras, estatizou empresas privadas de grande porte e criou programas populares de saúde e educação. A doutrina oficial do Estado nessa altura foi o marxismo-leninismo, mas a agricultura e o comércio permaneceram em mãos privadas. Em 1975, o país passaria a designar-se República Popular do Benim.
O regime da República Popular do Benim sofreu importantes transformações durante a sua existência: um breve período nacionalista (1972-1974); uma fase socialista (1974-1982); e uma fase de abertura aos países ocidentais e ao liberalismo económico (1982-1990).
Foram postos em prática extensos programas de desenvolvimento económico e social, mas os resultados foram mistos. Em 1974, sob a influência de jovens revolucionários - os "Ligueurs" - o governo embarcou num programa socialista: nacionalização de sectores estratégicos da economia, reforma do sistema educativo, estabelecimento de cooperativas agrícolas e novas estruturas governamentais locais, e uma campanha para erradicar as "forças feudais", incluindo o tribalismo. O regime proíbe as actividades de oposição.
O regime político entra em crise na década de 1980, e o governo recorre a empréstimos estrangeiros. Uma onda de protestos, em 1989, leva Kérékou a promover uma abertura política e econômica. Com a instituição do pluripartidarismo, surgem mais de cinquenta partidos. O Estado efetivamente durou até 1 de março de 1990, uma vez que a Constituição do país recém-formado estava completa, apesar da supressão do marxismo-leninismo no país em 1989.